# Aposimbiotico
Si dice aposimbiotico di un organismo che ha simbiosi, quando si trova in una fase non simbiotica.
Ad esempio un pesce pagliaccio quando non è tra i tentacoli degli anemoni, oppure le radici delle piante quando non sono ancora infettate dai batteri o dai funghi simbionti.
In genere si osserva sia nell'ospite che nel simbionte un calo delle attività metaboliche e un minor successo nella sopravvivenza.
.